# 이고르 히니치
이고르 히니치(크로아티아어: Igor Hinić, 1975년 12월 4일~)는 크로아티아의 은퇴한 수구 선수로 포지션은 센터이다. 크로아티아와 이탈리아, 터키에서 선수 생활을 했으며, 2003년에 AN 브레시아 소속으로 이탈리아 리그 우승, 2015년에 엥카 SK 소속으로 터키 리그 우승을 달성했다.
크로아티아 국가대표팀의 일원으로 활동했으며, 1995년부터 2012년까지 총 417경기에 출전하여 대표팀 최다 출전 기록을 세웠다. 그는 크로아티아 대표팀 소속으로 올림픽에 5회 연속 참가하여 1996년 하계 올림픽에서 은메달, 2012년 하계 올림픽에서 금메달을 획득했으며, 세계 선수권 대회와 유럽 선수권 대회에서 우승을 차지하였다.